# Sybra vitticollis
Sybra vitticollis är en skalbaggsart som beskrevs av Stefan von Breuning och De Jong 1941. Sybra vitticollis ingår i släktet Sybra och familjen långhorningar. Inga underarter finns listade i Catalogue of Life.